# Закон і порядок: Спеціальний корпус
«Закон і порядок: Спеціальний корпус» (англ. Law & Order: Special Victims Unit) — американський кримінальний телесеріал, який є першим спін-офом серіалу «Закон і порядок». Серіал розповідає про детективів елітного підрозділу під назвою «Спеціальний корпус». Еліот Стеблер та Олівія Бенсон, яка була народжена в результаті зґвалтування, розслідують найогидніші злочини на сексуальному ґрунті, є провідними персонажами серіалу. Деякі з персонажів оригінального серіалу перейшли в новий проєкт. Так Дональд Крейген (Ден Флорек), в минулому дійова особа серіалу «Закон і порядок», став персонажем «Спеціального корпусу».
Серіал отримав низки нагород і номінацій. Марішка Гарґітай отримала визнання критиків і була вшанована премією «Еммі» і «Золотий глобус», тим самим ставши єдиною акторкою у всій франшизі, яка виграда нагороди в головних категоріях. Проєкт також отримав «Премію імені Едгара Аллана По». Проєкт знаменитий великою кількістю запрошених зірок.
«Спеціальний корпус» є найпопулярнішим серіалом серед франшизи Law & Order. З 2007 року зарплата Марішки Гарґітей складає більше $ 400 000 за один епізод. У 2011 році, коли серіал був продовжений на 13 сезон, акторський склад серіалу зазнав значних змін, після того як Марішка Гарґітей попросила у творців скоротити її перебування в серіалі заради особистого життя, а Крістофер Мелоні й зовсім покинув проєкт. Пізніше було оголошено що Стефані Марч і Дайан Ніл, раніше грали ролі Алекс Кебот і Кейсі Новак відповідно, повернуться в серіал. Тим часом Келлі Гіддіш і Денні Піно отримали ролі нових детективів, яким доведеться працювати з Олівією Бенсон. На даний час шоу «Закон і порядок: Спеціальний корпус» належить рекорд, як найдовшому серіалу, який ще транслюється в ефірі. Тим часом, серіал займає шосту позицію в списку найтриваліших прайм-тайм драм в історії. 
У 2015—2024 роках телеканал «NBC» серіал був продовжений на 26 сезони. По кількість епізодів серед сценарій у прайм-тайм він зараз займає четверте місце після серіалів «Сімпсони» (684 епізоди), «Дим з стволу» (635 епізодів) та «Лессі» (591 епізод).

## Сюжет
Серіал розповідає про «Спеціальний корпус» поліції, який займається розслідуваннями злочинів на сексуальному ґрунті й зазіхань на дітей. Дія серіалу розгортається в Нью-Йорку. Головними персонажами серіалу є працівники спеціального корпусу. Через особливу жорстокість злочинів працівники відділу постійно знаходяться на межі нервового зриву, що позначається на їх особистому житті, а також на взаєминах один з одним.

## Історія та розвиток
Керівництво каналу і студії-виробника спочатку висловили побоювання про те, як сприйме публіка настільки відверте шоу на ефірному каналі й чи не зашкодить воно оригінальному шоу. Однак Дік Вульф відчував, що нове шоу матиме комерційний успіх більше, ніж оригінал, і зважився на знімання пілотної серії під назвою «Payback», прем'єра якої відбулася на телеканалі NBC 20 вересня 1999 року.

## Рейтинги і трансляція
Серіал стартував в понеділок 10 вересня 1999 року. Після декількох епізодів шоу переїхало на п'ятницю, не найпопулярніший день тижня на Американському телебаченні, де знайшло свою аудиторію, серіал став входити в топ-20 найбільш рейтингових шоу на телебаченні. Починаючи з п'ятого сезону переїжджає на вечір вівторка, щоб скласти конкуренцію таким популярним шоу як «Поліція Нью-Йорка» та іншими. В останні роки помітно випереджає свого оригінального попередника в рейтингах.

## Спін-оф
У 2021 році відбулася прем'єра спін-оф серіалу «Закон і порядок: Організована злочинність», де у головній ролі Еліота Стеблера зіграв Крістофер Мелоні, як і у цьому серіалі.